# Capitolo (cristianesimo)

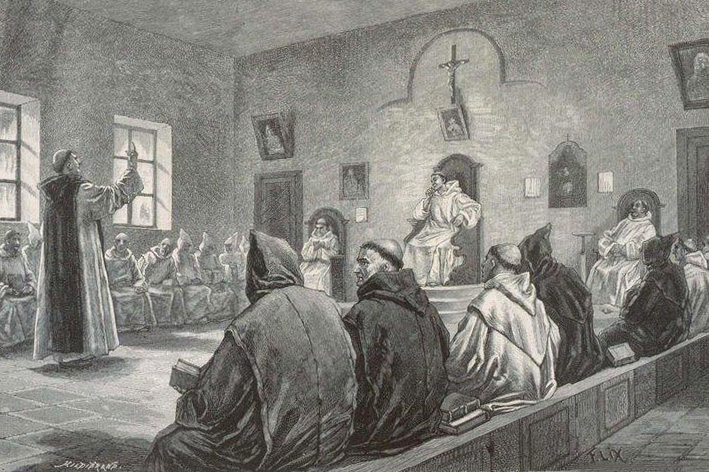
Riunione del capitolo dell'Ordine dei Trappisti a Oelenberg (Frédéric Lix, 1889).

Il capitolo, o collegio, nella Chiesa cattolica, nell'anglicanesimo e nel luteranesimo scandinavo, è un'assemblea di presbiteri o di religiosi, dotata di personalità giuridica e di autorità normativa.
Il capitolo nell'ambito di una Chiesa cattedrale (e più raramente di una chiesa concattedrale), di una chiesa abbaziale (tipicamente benedettìna) o di una chiesa collegiata, ovvero di un ordine cavalleresco, è un soggetto autonomo nelle decisioni che riguardano i suoi membri, e per questo motivo solo chi ne fa parte può intervenire nelle votazioni e nei dibattiti.
Negli antichi monasteri benedettini durante il capitolo potevano parlare soltanto i monaci;  anche qualora altre persone fossero state ammesse come osservatori, queste non avevano diritto di intervenire.  Da qui viene il modo di dire "avere/non avere voce in capitolo".

## Il capitolo negli istituti di vita consacrata
Negli istituti di vita consacrata della Chiesa cattolica, il capitolo è la riunione di tutti i religiosi di un monastero, di una provincia o di una congregazione, volta a riflettere, verificare e prendere decisioni relativamente alla vita religiosa comune dei membri di quell'istituto.
Nei monasteri, la sala capitolare è l'ambiente in cui, una volta al giorno, si legge un "capitolo" della regola oppure si discute, quando sia necessario, dei problemi che riguardano l'intera comunità.

## Capitolo dei canonici

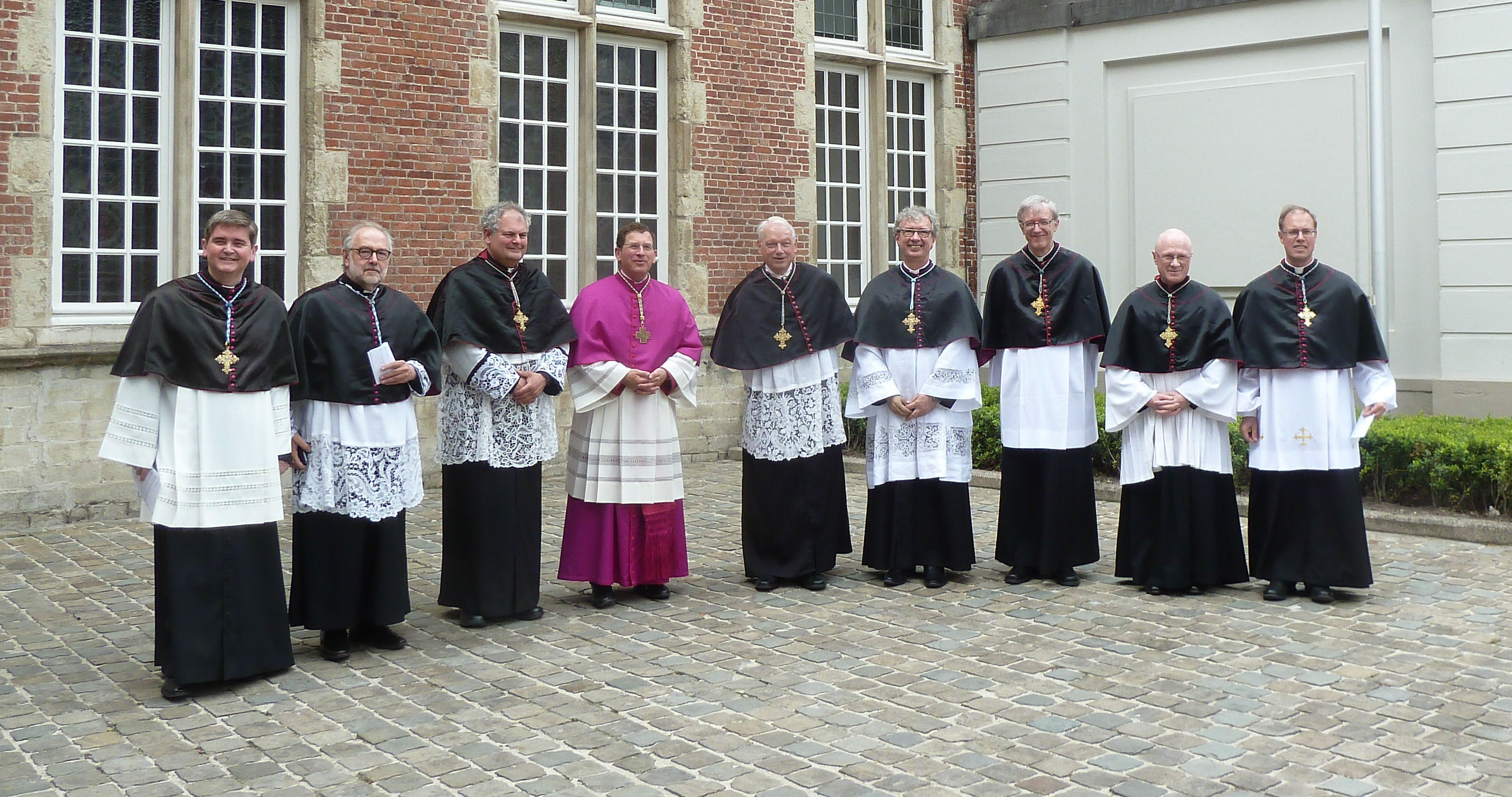
Canonici di Bruges, nelle Fiandre.

Il capitolo, o collegio dei canonici di una cattedrale, di una concattedrale o di una collegiata, è un gruppo di presbiteri incaricato di assicurare la celebrazione del culto con continuità e solennità. In una diocesi il capitolo della cattedrale è il "senato del vescovo", e vi fanno parte sacerdoti che si sono distinti per particolari meriti nel loro ministero.
I membri di un capitolo si riuniscono secondo quanto stabilito dagli statuti specifici per recitare o cantare la liturgia delle ore e per celebrare la messa capitolare.
Il conferimento del canonicato a un presbitero spetta al vescovo, dopo che questi abbia udito il capitolo stesso, mentre l'istituzione di un nuovo capitolo è oggi riservata alla Santa Sede. Il canonico in alcuni casi porta il titolo di monsignore, per particolari motivazioni storiche, oppure il solo titolo di canonico, e a seconda del grado è parificato in molti casi ai prelati minori, con abito proprio. Durante le funzioni nella Chiesa capitolare ha diritto di indossare l'abito corale proprio del capitolo di cui è parte, con i rispettivi colori della talare e della mozzetta, con il cordone e croce pettorale (o medaglia iconografica) previsti.
Al capitolo, come vero collegio, competono i diritti delle persone morali collegiali. Il diritto canonico assegna al capitolo il diritto e il dovere di darsi degli statuti che devono regolamentare il regime interno, le riunioni capitolari, l'amministrazione dei beni comuni.
I canonici, fin dal giorno del loro insediamento, hanno diritto a insegne e a privilegi propri. Le insegne sono stabilite dal documento di istituzione del capitolo o da privilegi speciali: i canonici le possono usare nella propria chiesa, in tutta la diocesi in cui si trova il capitolo, e anche al di fuori di essa se così previsto dal privilegio papale. Essi hanno diritto a un seggio nel coro, e "hanno voce in capitolo" nelle loro riunioni (che vengono chiamate anch'esse "capitoli").

## Capitolo generale
Il capitolo generale è un'assemblea generale di monaci, tipicamente composta da rappresentanti di tutti i monasteri di un ordine o congregazione. L'equivalente riunione dei rappresentanti provinciali degli ordini francescani si chiama Capitolo delle Stuoie.